# Sliema Wanderers Football Club 2018-2019
Questa voce raccoglie le informazioni riguardanti lo Sliema Wanderers Football Club nelle competizioni ufficiali della stagione 2018-2019.

## Rosa
| N. |                      | Ruolo | Calciatore        |
| -- | -------------------- | ----- | ----------------- |
| 2  | Malta (bandiera)     | D     | Alex Muscat       |
| 3  | Messico (bandiera)   | A     | Carlos Alba       |
| 4  | Argentina (bandiera) | C     | Matías Muchardi   |
| 5  | Malta (bandiera)     | C     | Kurt Shaw         |
| 6  | Malta (bandiera)     | D     | Jonathan Pearson  |
| 7  | Malta (bandiera)     | C     | John Mintoff      |
| 8  | Malta (bandiera)     | C     | Mark Scerri       |
| 9  | Argentina (bandiera) | A     | Ignacio Varela    |
| 10 | Malta (bandiera)     | C     | Ryan Fenech       |
| 11 | Ghana (bandiera)     | D     | Nii Nortey Ashong |
| 12 | Malta (bandiera)     | P     | Timothy Aquilina  |

| N. |                    | Ruolo | Calciatore         |
| -- | ------------------ | ----- | ------------------ |
| 14 | Nigeria (bandiera) | C     | Frank Temile       |
| 16 | Malta (bandiera)   | C     | Michele Sansone    |
| 17 | Malta (bandiera)   | C     | Peter Xuereb       |
| 19 | Malta (bandiera)   | C     | Stefan Cassar      |
| 20 | Francia (bandiera) | A     | Kilian Amehi       |
| 21 | Malta (bandiera)   | C     | Ayrton Azzopardi   |
| 22 | Malta (bandiera)   | P     | Jake Galea         |
| 23 | Italia (bandiera)  | C     | Claudio Pani       |
| 24 | Serbia (bandiera)  | D     | Goran Adamović     |
| 30 | Malta (bandiera)   | A     | Jean Paul Farrugia |
| 33 | Italia (bandiera)  | D     | Stefano Bianciardi |